# Tempelj Veste
Tempelj Veste (latinsko Aedes Vestae; italijansko Tempio di Vesta) je starodavna zgradba v Rimu v Italiji, na Rimskem forumu v bližini Regie in hiše vestalkinih devic. Najprepoznavnejša značilnost templja je krožni tloris. Ker se je čaščenje Veste začelo v zasebnih domovih se zdi, da je arhitektura spomin na to zgodovino. Obstoječi tempelj je uporabljal grško arhitekturo s korintskimi stebri, marmorjem in osrednjo celo. Preostala struktura kaže, da je bilo na podiju premera petnajst metrov dvajset korintskih stebrov. Streha je verjetno imela na vrhu zračnik, da bi omogočila izpust dima.

## Zgodovina
Vsi templji Veste so bili okrogli in so imeli vhode, obrnjene proti vzhodu, da bi simbolizirali povezavo med Vestinim ognjem in soncem kot viru življenja. Tempelj Veste predstavlja mesto stare kulturne dejavnosti že v 7. stoletju pr. n. št. Verjetno je Numa Pompilij zgradil ta tempelj skupaj s prvotno Regio in hišo vestalkinih devic v svoji prvotni obliki. Okoli templja je stal sveti gozdiček, v katerem je bilo tudi pokopališče za duhovnike in device. 
Bila je ena od prvih struktur v rimskem forumu, čeprav je njena sedanja reinkarnacija posledica poznejše obnove. Namesto kultnega kipa v celi je bilo ognjišče s svetim plamenom . Tempelj je bil skladišče za pravne volje in dokumente rimskih senatorjev in kultih predmetov, kot je paladij. Paladij je bil kip Atene (rimska Minerva), za katerega so verjeli, da ga je prinesel Enej iz Troje; kip je bil eden od Pignora imperii - obljube imperija starega Rima . Da so Rimljani verjeli, da je sveti ogenj Veste tesno povezan z usodo mesta in da je njegova ugasnitev videti kot znamenje nesreče, so pisali vsi stari zapisi . Tempelj je bil zaprt med preganjanjem poganov v poznem rimskem cesarstvu v 4. stoletju.

## Rekonstrukcija
Tempelj je bil večkrat obnovljen, ker je bil večkrat uničen. Prvo uničenje templja so opravili Galci leta 390 pr. n. št.  Po Ovidu je bil drugič uničen leta 241 pr. n. št.; po požaru je Lucij Kekilij Metel, ki je bil takrat Pontifex maximus, rešil paladij in po tradiciji bil oslepljen v incidentu . Takšni požari so se ponovno pojavili leta 210 pr. n. št., vendar je bila stavba varna. Ponovno je bila obnovljena v času Avgusta in Nerona. Nazadnje je pogorela leta 191 n. št. in je bila pozneje zgrajena nazadnje v času vladavine Septimija Severa. 
Tempelj Veste je ostal precej nedotaknjen do renesanse. Leta 1549 pa je bila zgradba popolnoma porušena, marmor pa je bil ponovno uporabljen v cerkvah in papeških palačah . Del, ki danes stoji, je bil rekonstruiran v 1930-ih, v času diktature Benita Mussolinija. 

### Sodobni viri
- Brockman, Norbert (2011), Encyclopedia of Sacred Places, zv. 1, ABC-CLIO, ISBN 978-1-59884-654-6
- Gorski, Gilbert J.; Packer, James E. (2015), The Roman Forum: A Reconstruction and Architectural Guide, Cambridge University Press, ISBN 978-0-521-19244-6
- Howatson, M. C. (2011), The Oxford Companion to Classical Literature (Third izd.), Oxford University Press, ISBN 978-0-19-954855-2
- Middleton, John Henry (1886). »The Temple and Atrium of Vesta and the Regia«. Archaeologia: 395.
- Middleton, John Henry (1892), The Remains of Ancient Rome, zv. 1
- Stamper, John W. (2005), The Architecture of Roman Temples: The Republic to the Middle Empire, Cambridge University Press, ISBN 0 521 81068 X
- Wildfang, Robin Lorsch (2006), Rome's Vestal Virgins, Routledge, ISBN 978-0-415-39795-7